# Юрика (Калифорния)
Юри́ка (англ. Eureka) — город в штате Калифорния, США, окружной центр округа Гумбольдт. Расположен в заливе Гумбольдт в 430 км к северу от Сан-Франциско и в 160 км к югу от границы штата Орегон. По данным переписи населения США 2010 года в городе проживают 27191 человек. В 20 милях от города находится аэропорт Аркейта-Юрика.

## История

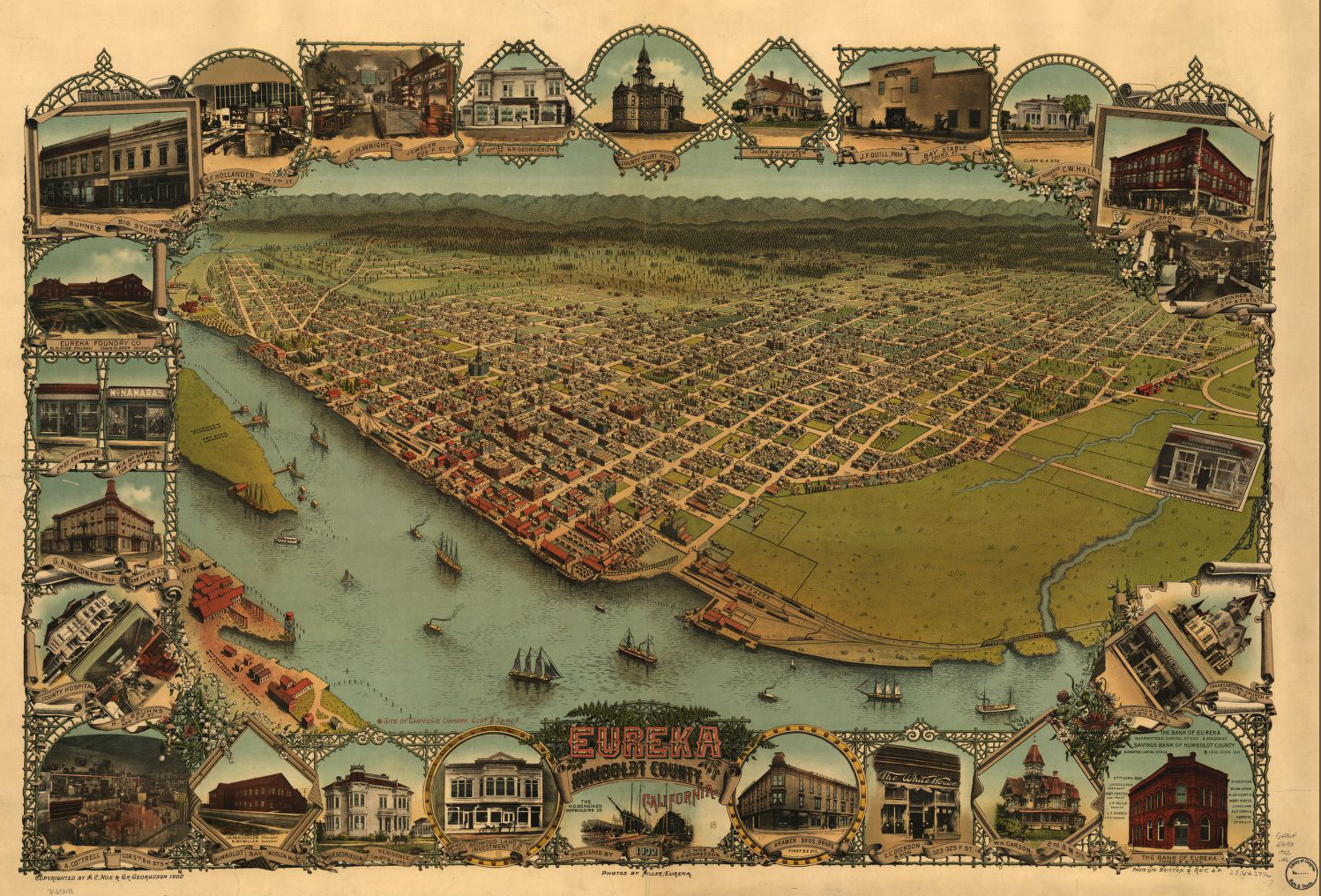
Иллюстрированная карта Юрики (1902)

Задолго до прибытия первых европейских поселенцев территория, где сегодня расположен город, была населена представителями индейского племени Вийот, они называли это место вийот. Jaroujiji. Побережье современной северной Калифорнии ещё в 1579 году было исследовано европейцами, неоднократно пропустившими узкий проход в гавань залива Гумбольдт, который так и оставался незамеченным почти 300 лет. Это было связано с географическими особенностями местности, зачастую плохая погода просто скрывала его из поля зрения. В 1806 году здесь прошли русские исследователи, располагавшие достаточно подробными картами, но и они залив не обнаружили. В 1849 году залив Гумбольдт открыла сухопутная экспедиция. 13 мая 1850 года здесь было основано поселение Юрика.
Название города происходит от греческого слова «Эврика!» (греч. εὕρηκα), означающего буквально «Нашёл!». Так реагировали золотоискатели времён золотой лихорадки, обнаружив драгоценный металл. Это восклицание также является девизом штата Калифорния.
В первые годы экономика поселения развивалась за счёт лесных ресурсов. К 1854 году семь из девяти заводов по переработке древесины расположенных в заливе Гумбольдт, находились в Юрике. К 1855 году в заливе работали 140 шхун, перевозящих пиломатериалы. Бурный рост лесной промышленности и технологические достижения привели к развитию железнодорожного транспорта в этом регионе. В 1853 году в Юрике открылось отделение почтовой службы.

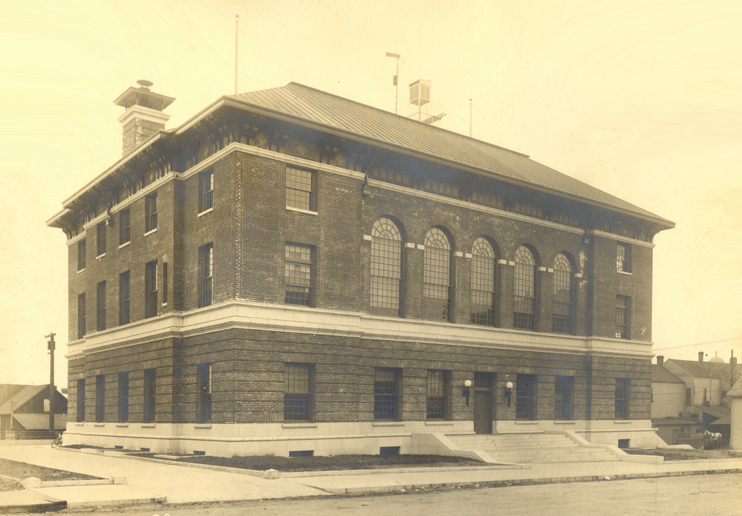
Офис почтовой службы США (1911). Здание построено в 1910 году, до 1912 года здесь находился окружной суд Северного района Калифорнии.

26 февраля 1860 года произошла кровавая трагедия, устроенная предпринимателями Юрики для расправы с коренным населением, которое «мешало» им вести бизнес.
В 1870—1880-х годах город накрыла волна иммиграции из Китая, что в конце-концов привело к столкновениям с местным белым населением, вызванными жёсткой конкуренции за рабочие места. В феврале 1885 года член городского совета Дэвид Кендалл попал под перекрёстный огонь двух конкурирующих китайских банд и был убит. Это стало последней каплей и привело к изгнанию всех 480 китайцев, уже создавших в Юрике свой «чайнатаун». К этому времени в стране действовал дискриминационный Акт об исключении китайцев изданный Конгрессом США.
В 1914 году завершилось строительство железной дороги Northwestern Pacific Railroad, благодаря которой стала возможна доставка пиломатериалов железнодорожным транспортом в Сан-Франциско и за пределы штата. Кроме того, для жителей Юрики появился безопасный наземный маршрут. В течение нескольких лет население города удвоилось с 7,3 тыс. человек до 15 тыс. К 1922 году завершилось строительство автомобильного шоссе «Редвуд», ставшего позже частью Шоссе US-101. Хорошее транспортное сообщение привело к возникновению туристической отрасли.
На протяжении XX века лесная промышленность и рыбный промысел оставались важнейшими отраслями экономики города. Юрика обеспечивала половину всех поставок рыбы и моллюсков в Калифорнии.

## География
По данным Бюро переписи населения США общая площадь города составляет 37,4 км² (14,5 миль²), из которых ~24 км² (9,4 миль²) суши и ~13 км² (5,1 миль²) или 35,07 % водной поверхности.
Юрика расположена в регионе исключительно богатым природными ресурсами. Включает побережье Тихого океана, залив Гумбольдт, несколько рек и парков. Город находится в 455 км к северу от Сан-Франциско и в 507 км на северо-запад от Сакраменто.

### Климат
Юрика входит в зону тёплого средиземноморского климата (Csb по классификации Кёплена), для которого характерны мягкая и дождливая зима, прохладное и сухое лето. Самая низкая температура за всю историю метеонаблюдений была зафиксирована 14 января 1888 года и составила -7 °C, самая высокая — 26 октября 1999 года и составила 31 °C. Летом в утренние часы прибрежная зона часто бывает окутана туманом. Самый жаркий месяц — август, самый холодный — январь.
| Показатель                    | Янв.  | Фев.  | Март  | Апр. | Май  | Июнь | Июль | Авг. | Сен. | Окт. | Нояб. | Дек.  | Год   |
| ----------------------------- | ----- | ----- | ----- | ---- | ---- | ---- | ---- | ---- | ---- | ---- | ----- | ----- | ----- |
| Абсолютный максимум, °C       | 26    | 29    | 26    | 27   | 29   | 29   | 24   | 28   | 30   | 31   | 27    | 25    | 31    |
| Средний суточный максимум, °C | 13    | 13    | 14    | 14   | 16   | 17   | 17   | 18   | 18   | 17   | 14    | 13    | 15,3  |
| Средняя температура, °C       | 9     | 9     | 10    | 11   | 12   | 13   | 14   | 15   | 14   | 13   | 11    | 9     | 11,6  |
| Средний суточный минимум, °C  | 5     | 6     | 6     | 7    | 9    | 10   | 11   | 12   | 10   | 8    | 7     | 5     | 8     |
| Абсолютный минимум, °C        | −7    | −4    | −2    | −1   | 2    | 4    | 6    | 7    | 2    | 0    | −3    | −6    | −7    |
| Норма осадков, мм             | 165,1 | 148,1 | 134,6 | 84,3 | 45,2 | 19,0 | 4,6  | 7,9  | 15,0 | 56,9 | 142,5 | 206,2 | 850,7 |
| Источник: The Weather Channel |       |       |       |      |      |      |      |      |      |      |       |       |       |

## Демография
По переписи 2010 года, общая численность населения составила 27 191 человек, зарегистрировано 11,58 тыс. единиц жилья.
Распределение населения по расовому признаку:
- белые — 73,9 %
- афроамериканцы — 1,9 %
- коренные американцы — 3,7 %
- азиаты — 4,2 %
- латиноамериканцы — 11,6 % и др.

7,9 % населения родились в Юрике, 78,9 % живут в своих домах более одного года. 11,8 % населения в возрасте старше пяти лет говорит на двух и более языках. 88,4 % населения старше 25-и лет имеет среднее образование, 22,7 % обладают степенью бакалавра, магистра и выше.
Распределение населения по возрасту:
- до 5 лет — 6,1 %
- до 18 лет — 20,0 %
- от 65 лет — 11,8 %

## Экономика

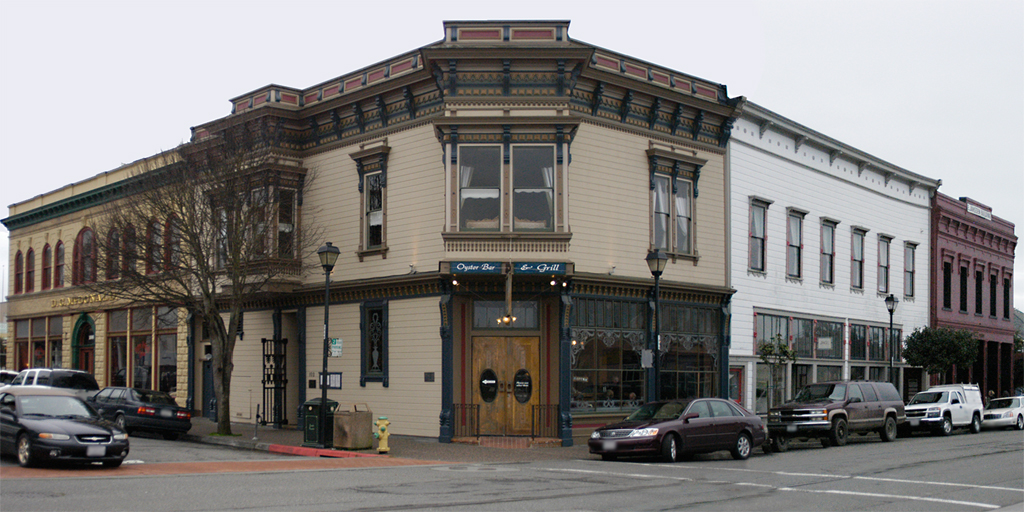
Коммерческие здания 1893—1904 годах постройки, расположенные в даунтауне

Основой экономики Юрики служат лесная промышленность, туризм, здравоохранение и сфера услуг. Крупнейшие работодатели города: Колледж Редвудс, Департамент образования округа Гумбольдт, Больница Св. Иосифа.
По переписи 2000 года в сферах сельского хозяйства, лесной промышленности и рыболовства были заняты всего 3,7 % населения старше 16 лет. Однако, эта цифра не отражала фактической ситуации, так как не учитывала наёмных работников. В сферах образования, здравоохранения и социальных услуг работали 24,9 % населения, в правительстве и городских службах — 18,4 %. Уровень безработицы в 2000 году был на уровне 5,5 %.
В 2010 году годовой доход на домовладение составил в среднем $ 34 950. Доход на душу населения — $ 22 959. 21,1 % жителей находились ниже прожиточного минимума. Трудоспособное население затрачивает в среднем 14,7 минут на дорогу на работу.

## Достопримечательности

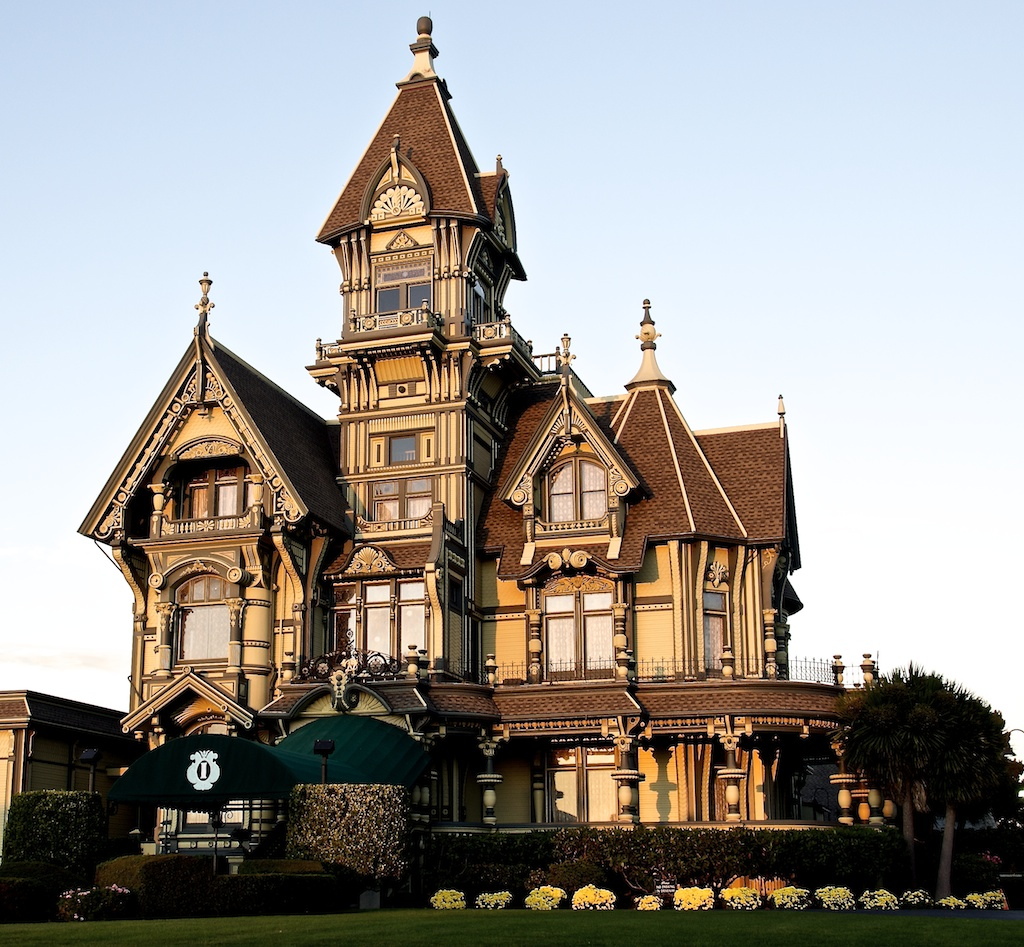
«Carson Mansion» — большой частный дом, считающийся наиболее ярким среди всех построек викторианской архитектуры на территории США. Был возведён для крупного предпринимателя Уильяма Карсона, с 1950 года принадлежит клубу Ingomar Club и открыт только для его членов.

Юрика входит в реестр исторических мест Калифорнии, в старой части города расположены хорошо сохранившиеся районы времён викторианской эпохи. В книге Джона Виллани «The 100 Best Small Art Towns In America» Юрика была признана лучшим малым городом искусств. В первую субботу каждого месяца здесь проходит крупное событие в культурной жизни города — фестиваль «Arts' Alive!», посвящённый сохранению и развитию искусства, также в Юрике работают более 80 публичных галерей.
Для туристов, гостей города и его жителей работают десятки специализированных магазинов, множество ресторанов и торговых галерей, расположенных в старинных домах XIX века, выполненных в стиле викторианской архитектуры и зачастую украшенных красочными фресками.

## Города-побратимы
У Юрики два города-побратима:
- Камису, Ибараки, Япония
- Нельсон, Новая Зеландия (2004)

## Известные уроженцы и жители
- Сара Бареллис — американская певица, пианистка и автор песен.
- Ллойд Бриджес — американский актёр.
- Брендан Фрэйзер — американо-канадский актёр.
- Майк Паттон — американский музыкант, композитор, мульти-инструменталист, продюсер и актёр, получивший наибольшую известность как вокалист группы Faith No More.
- Улисс Симпсон Грант — 18-й президент США.